# Федорчук, Олег Викторович
Оле́г Ви́кторович Федорчу́к (укр. Олег Вікторович Федорчук; 10 февраля 1961, Коростень, Житомирская область, Украинская ССР, СССР) — украинский футболист, полузащитник, тренер и футбольный специалист.

## Визитная карточка
Образование высшее, Киевский университет физической культуры, 1982 год. С 1991 года на тренерской работе. В 1997 году окончил Высшую школу тренеров. Тренерская лицензия серия «А». Кроме работы с футбольными клубами, занимал должность главного тренера молодёжной сборной г. Киева (1-е место на Вторых молодёжных играх).
Последнее место работы — МФК «Николаев», где Олег Викторович в июле 2013 года заменил Руслана Забранского. Под его руководством николаевская команда провела 20 официальных матчей — 17 в рамках чемпионата и 3 в рамках Кубка Украины. Имея в активе 4 победы при 10 поражениях в чемпионате, после разгромного поражения 1:4 от «Нивы» (Тернополь), 3 ноября 2013 года подал в отставку. 25 июня 2014 года вновь стал главным тренером МФК «Николаев».
До 1 сентября 2015 работал главным тренером клуба «Полтава». 4 февраля стало известно, что Федорчук назначен главным тренером «Энергии» из Новой Каховки.
3 января 2021 года Федорчук после 15-летнего перерыва вернулся на должность главного тренера симферопольской «Таврии».

## Достижения

### Командные

#### Игрок
Волынь
- Победитель первенства СССР во второй лиге — 1989

Темп
- Обладатель Кубка УССР — 1991

#### Тренер
Нафком-Академия
- Выход в первую лигу — 2002/03

Нива (Винница)
- Выход в первую лигу — 2009/10
- Обладатель Кубка Лиги — 2009/10

### Личные
Тренер сезона на Украине (версия ПФЛ):
- 5 место — 2004/05